# مدير موقع

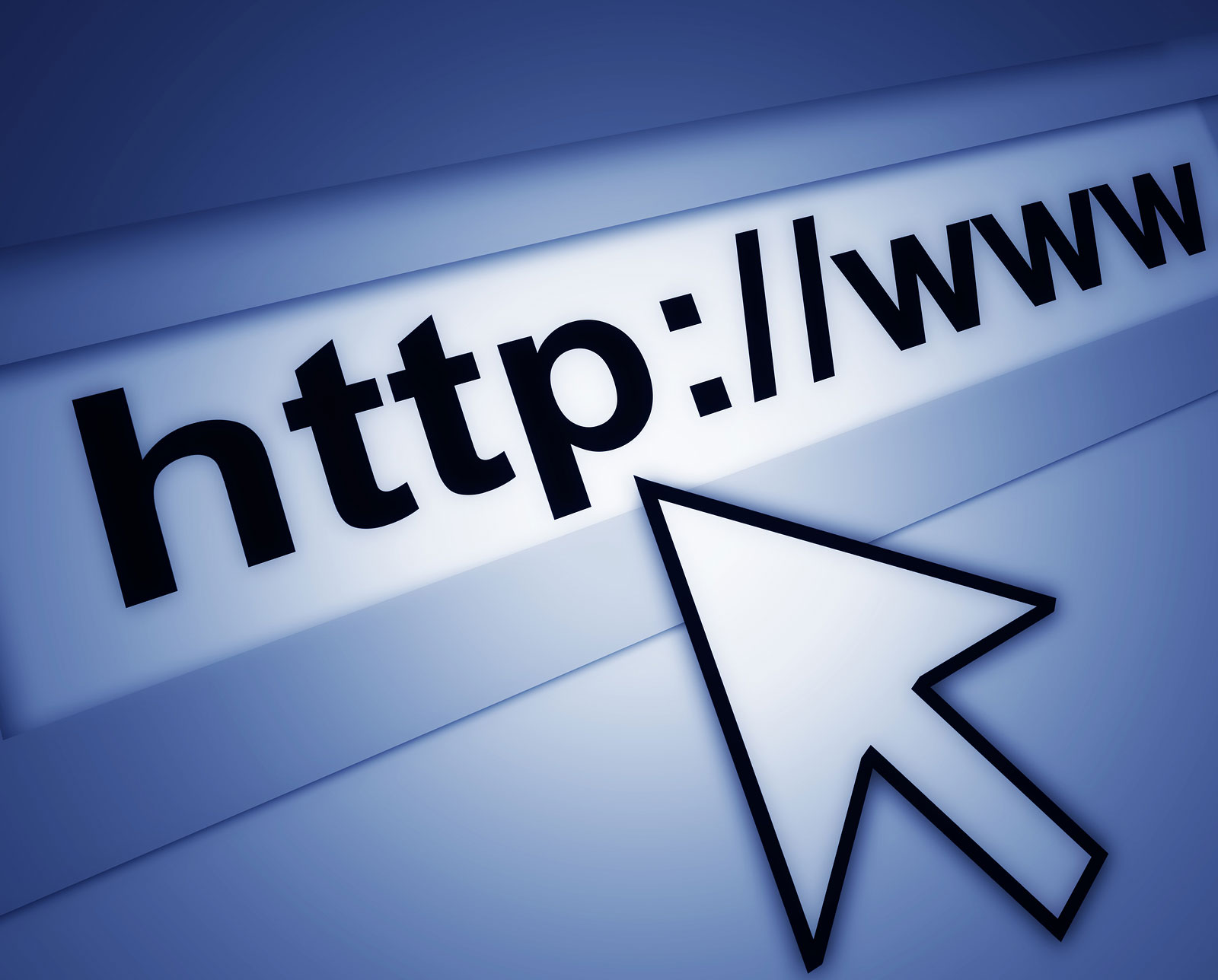

مدير موقع أو رئيس الشبكة، مشرف المواقع أو الويب ماستر (بالإنجليزية: مدير موقع)، كما دعا المهندس الويب، المطور على شبكة الإنترنت، مؤلف المواقع، أو مسؤول المواقع هو الشخص المسؤول عن الحفاظ على واحد أو العديد من المواقع. قد واجبات مدير المواقع وتشمل التأكد من أن خوادم الشبكة والأجهزة والبرامج تعمل بشكل صحيح، وتصميم المواقع، وتوليد وتنقيح صفحات الويب، وردا على تعليقات المستخدمين، ودراسة حركة المرور من خلال المواقع. وكقاعدة عامة، المواقع المهنية «يجب أيضا أن يكون على دراية جيدة في مجال البرمجيات المعاملة ويب، والبرمجيات دفع التجهيز، والبرمجيات الامنية».

قد يكون أصحاب المواقع لغة ترميز النص الفائق عموميين من ذوي الخبرة الذين يديرون معظم أو جميع جوانب عمليات ويب. اعتمادا على طبيعة المواقع التي يديرونها، وتعرف عادة أصحاب المواقع لغات البرمجة مثل جافا سكريبت، بي إتش بي، وبيرل. ويمكن أيضا أن تكون مطلوبة لمعرفة كيفية تكوين خوادم الويب مثل خادوم إتش تي تي بي أباتشي أو خادمات معلومات الإنترنت وخدمة كمسؤول الخادم. بالإضافة إلى ذلك، قد تعمل المواقع أيضا على مصممي المواقع على نطاق أصغر المواقع.
تعريف بديل من مدير المواقع هو رجل الأعمال الذي يستخدم وسائل الاعلام على الإنترنت لبيع منتجاتها والخدمات. هذا التعريف الأوسع من مدير موقع يغطي ليس فقط في الجوانب التقنية لمراقبة البناء وصيانة المواقع، ولكن أيضا إدارة الوفاء محتوى الإعلان والتسويق، والنظام، لهذا المواقع.
قد المسؤوليات الأساسية مدير المواقع وتشمل تنظيم وإدارة حقوق الوصول لمختلف المستخدمين من موقع على شبكة الإنترنت، والمظهر وإقامة الملاحة المواقع. يمكن وضع المحتوى تكون جزءا من خلق الحصول على الحقوق مدير المواقع قد لا يكون.
قد تكون بعض المواقع من أكبر المواقع أيضا التعامل مع كميات كبيرة من البريد الإلكتروني، والتي غالبا ما تكون المسائل المتصلة المحتوى على المواقع أو عامة الاستفسارات المتعلقة بالكمبيوتر.

## مهامه
- توليد وتنقيح صفحات الويب
- دراسة نشاط المواقع
- إدارة صلاحيات باقي المستخدمين
- الإشراف على التغييرات في المواقع
- الاهتمام بالطلبات والشكاوى المتعلقة بالمواقع التي تصله عادة من بالبريد الإلكتروني
- الاهتمام بمشاكل الخادم
- عمل نسخ احتياطية للموقع

## وصلات خارجية
- (بالإنجليزية) الاتحاد الدولي لمديري المواقع
- (بالإنجليزية) المنظمة العالمية لمديري المواقع